# Epinecrophylla pyrrhonota
Az Epinecrophylla pyrrhonota a madarak osztályának verébalakúak (Passeriformes) rendjébe és a hangyászmadárfélék (Thamnophilidae) családjába tartozó faj.

## Rendszerezése
A fajt Philip Lutley Sclater és Osbert Salvin írta le 1873-ban, a Myrmotherula nembe Myrmotherula pyrrhonota néven.
Besorolása vitatott, egyes szervezetek szerint jelenleg is csak alfaj Epinecrophylla haematonota pyrrhonota néven.

## Előfordulása
Dél-Amerika északi részén, Brazília, Ecuador, Kolumbia, Peru és Venezuela területén honos.

## Életmódja
Rovarokkal táplálkozik.